# Mechitar z Sebasty
Mechitar z Sebasty (Mchitar, Mkhitar, Mochtor; ur. 7 lutego 1676 w Sebaście, dzisiejszym Sivasie, zm. 16 kwietnia 1749 na San Lazzaro degli Armeni koło Wenecji) – ormiański zakonnik, filolog i pisarz, założyciel zakonu mechitarystów.
Urodził się w zamożnej rodzinie jako Piotr Manuk. Imię „Mechitar” (orm. pocieszyciel) było jego imieniem zakonnym, które przybrał, wybierając życie mnicha. W wieku 20 lat został wyświęcony na księdza i zaczął gromadzić wokół siebie uczniów. Wraz z 9 swoimi uczniami w 1701 utworzył zgromadzenie, które za cel postawiło sobie, obok spraw typowo religijnych, działalność edukacyjną wśród Ormian. Mechitar i jego uczniowie opuścili państwo osmańskie i osiedlili się w Modon (Methoni), ówczesnej kolonii weneckiej na Peloponezie. Dzięki staraniom Mechitara zgromadzenie uzyskało akceptację papieską w 1712, a on sam został wyznaczony jego pierwszym opatem. Mechitar postanowił utworzyć drugi dom zgromadzenia w Wenecji i w tym celu z częścią braci udał się tam w 1715. W tym czasie Modon został zdobyty przez Turków, a klasztor zniszczony. Dzięki staraniom opata zakonnicy otrzymali od Wenecji mała wysepkę San Lazzaro, którą formalnie przejęli w posiadanie w 1717. Wybudowany tam przez nich klasztor i kościół stały się nowym domem macierzystym zakonu, a jednocześnie, dzięki staraniom opata, ważnym ośrodkiem kultury ormiańskiej. W nim też powstały najważniejsze dzieła Mechitara, do których zalicza się:
- Komentarze do Ewangelii Św. Mateusza (1737),
- Słownik Armeński (1744),
- Katechizm Armeński,
- Biblia Armeńska,
- Gramatyka Armeńska.